# 황세하
황세하 (1975년 6월 26일 ~ )은 축구 선수 겸 코치이며, 골키퍼이다.